# 呂方

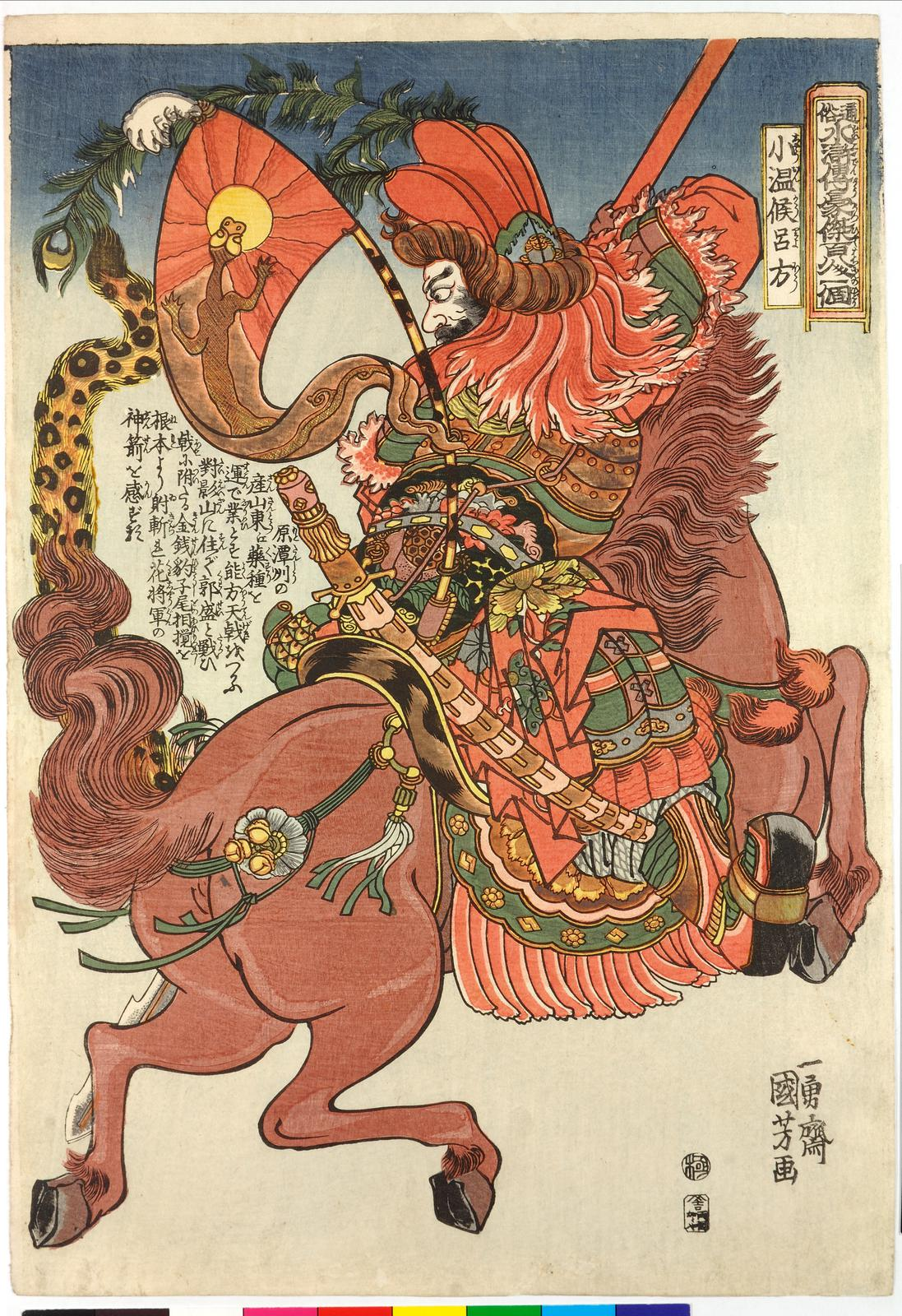
呂方

呂 方（りょ ほう）は、中国の小説で四大奇書の一つである『水滸伝』の登場人物。
梁山泊第五十四位の好漢。地佐星（ちさせい）の生まれ変わり。渾名は小温侯（しょうおんこう）。温侯とは『三国志演義』にも登場する後漢末の猛将・呂布の爵位であり、呂方はその武勇にあこがれて、講談などで彼の得物とされる方天戟を学びこれあやかってそう名乗った。小温侯と名乗るには若干小粒な印象を受けるが、その腕は中々のものである。颯爽とした若武者といった容貌で戦袍、甲冑、乗馬を赤で統一しており、ライバルに当たる郭盛の白尽くめの装いと対になる格好になっている。その郭盛とはともに宋江の親衛隊として時には功を競い、時には共闘する形で活躍する。

## 生涯
呂方は潭州の生薬の行商の息子で（おそらく没落した武家の家柄と思われる）、自身も初めはその職についていたが、元手をすって食い詰め青州の対影山という、二つの峰が左右対称に分かれている山に籠り部下を百人ほど持つ山賊となった。
ところがある時、郭盛が率いる強盗団が現れ山を自分たちに譲れと迫ってきた。呂方は山の半分を郭盛に譲ることで決着を図ったが、元々呂方と自分の戟の腕比べがしたかった郭盛は頑として譲らず、一騎討ちで負けたほうが勝った方の手下になることとなった。しかし二人の実力は伯仲し勝負が着かず、その後も毎日決まった時刻に勝負をしたが、半月近くたっても一向に勝負はつかなかった。
その日もいつもの通り、戟を交えた二人だったが、お互いの戟の柄の飾り房が絡み合い、にっちもさっちもつかなくなってしまった。二人が困惑していると何所からともなく飛んできた一本の矢が絡まった房を射抜いた。驚いた二人が見るとそこには武装した一団がおり、矢を放ったのは弓の名手として高名な武人・花栄で、また高名な義士宋江や、秦明などの有名な武人も加わっていた。彼等は青州でごたごたに巻き込まれ宋江の縁故を頼って梁山泊に向かう途中で、彼等の鳴らしていた鉦鼓の音を聞いて立ち寄ったのだという。呂方、郭盛は梁山泊の威名と、宋江の人徳を聞いていたので喧嘩していたのも忘れて一行に加えてくれるよう懇願、快諾されそのまま梁山泊に入山した。　
梁山泊入山後は郭盛とともに宋江の護衛的役割を担い、祝家荘の戦いでは敵将・祝虎を斃し、続く外征や防衛線にも殆ど参加した。曾頭市との戦いでは、郭盛と二人がかりで敵将・曾塗に挑むがそれでも敵わず返り討ちにされそうになるが、花栄の手助けで何とかこれを討ち、東昌府の戦いでは敵の副将の一人龔旺を捕らえた。百八星集結後は、郭盛とともにそのまま騎兵近衛隊長に任命され、官軍との戦いや帰順後の戦いでも宋江、盧俊義らの護衛としてその左右に控え活躍した。方臘討伐戦では、独松関で厲天祐を五、六十合打ち合った末に討ち取る。その後、烏竜嶺を攻め取るため、郭盛と競争するが断崖で敵の抗戦をうけ、郭盛は戦死し呂方も敵将・白欽と一騎討ちをするがお互いの武器を取り落としてしまい馬上での組討ちに発展、しかし馬が足を踏み外したため白欽もろとも中空に放り出されて、そのまま谷底へと消えていった。